# Хорфорд, Эл
Альфред Джоэль «Эл» Хорфорд Рейносо (англ. Alfred Joel Horford Reynoso; род. 3 июня 1986, Сан-Фелипе-де-Пуэрто-Плата) — доминиканский баскетболист, выступающий за команду Национальной баскетбольной ассоциации «Бостон Селтикс». Играет преимущественно на позиции центрового, также способен играть тяжёлым форвардом. Он является пятикратным участником Матча всех звезд НБА и самым высокооплачиваемым латиноамериканским баскетболистом.
В 2024 году Хорфорд в составе «Бостон Селтикс» выиграл чемпионский титул, прервав свою серию из 186 матчей плей-офф без выигранного чемпионства, что является вторым показателем за всю историю.

## Биография
Сын баскетболиста Альфреда «Тито» Хорфорда, три года выступавшего в НБА за «Милуоки Бакс» и «Вашингтон Буллитс» в конце 1980-х — начале 1990-х, и журналистки Арелис Рейносо. Родился в Доминиканской Республике, вырос в США, окончил школу в городке Гранд-Ледж, штат Мичиган, был звездой местной баскетбольной команды.
После окончания школы в 2004 году поступил в Флоридский университет, основной специальностью выбрал телекоммуникации. В университетской баскетбольной команде «Флорида Гейторс» с середины первого сезона застолбил за собой место в стартовой пятёрке, его партнёрами по команде были будущие игроки НБА Джоаким Ноа, Тауриан Грин и Кори Брюер. В дебютном сезоне Хорфорд помог команде стать чемпионом Юго-восточной конференции. В следующие два сезона «Гейторс» дважды выигрывали чемпионат NCAA с Хорфордом в качестве основного центрового.
В 2007 году Эл и его партнёры по чемпионскому составу, Ноа, Грин, Брюер, решили не оставаться в университете на последний год обучения и объявили о своём желании выступать в НБА. На драфте Хорфорд был выбран под третьим номером клубом «Атланта Хокс». Он сразу же стал игроком основного состава и провёл дебютный сезон на хорошем уровне — 77 матчей в стартовой пятёрке 10,1 очков и 9,7 подборов в среднем за игру, четыре раза признавался лучшим новичком месяца и финишировал вторым в опросе на звание новичка года, уступив Кевину Дюранту, единогласно был включён в первую сборную новичков. В плей-офф «Атланта» в упорной борьбе уступила будущим чемпионам «Бостон Селтикс» (3-4), Хорфорд хорошо проявил себя в серии: 12.6 очков, 10.4 подборов и 1 блок-шот в среднем за игру.

### Оклахома-Сити Тандер (2020—2021)
8 декабря 2020 года Хорфорд был обменян в клуб «Оклахома-Сити Тандер» на Терренса Фергюсона, Дэнни Грина и Винсента Пуарье, а также на пик первого раунда 2025 года и прав на Тео Маледона и Василия Мичича. Приход Хорфорда состоялся через три месяца после того, как его бывший тренер в колледже Билли Донован покинул «Тандер».
Хорфорд дебютировал в составе «Тандер» 26 декабря 2020 года, набрав три очка, три передачи и сделав 13 подборов в победе над «Шарлотт Хорнетс» со счетом 109:107. 5 февраля 2021 года Хорфорд набрал максимальные в сезоне 26 очков, а также семь подборов, восемь передач, два перехвата и три блока в матче с «Миннесотой Тимбервулвз» (106:103). 27 марта «Тандер» объявили, что Хорфорд пропустит остаток сезона, поскольку команда уделит приоритетное внимание развитию молодых игроков.

### Возвращение в «Селтикс» и первое чемпионство (2021—настоящее время)
18 июня 2021 года Хорфорд вместе с Мозесом Брауном и выбором во втором раунде драфта 2023 года был обменян из «Оклахома-Сити Тандер» в «Бостон Селтикс» на Кембу Уокера, выбор в первом раунде драфта 2021 года (16-й пик) и выбор во втором раунде драфта 2025 года.
29 мая 2022 года Хорфорд впервые за свою 15-летнюю карьеру вышел в финал НБА, когда «Селтикс» победили «Майами Хит» в 7-й игре финала Восточной конференции. Перед этим он установил рекорд по количеству игр плей-офф без выхода в финал — 141. Он также стал первым доминиканцем, вышедшим в финал НБА. В первой игре финала Хорфорд привел «Селтикс» к победе над «Голден Стэйт Уорриорз» со счетом 120—108, набрав 26 очков и сделав шесть подборов. В ходе игры он забросил шесть трехочковых, установив рекорд НБА по количеству трехочковых, сделанных игроком в дебютном матче Финала. «Селтикс» повели в серии 2-1, но в итоге проиграли в шести матчах, несмотря на 19 очков и 14 подборов Хорфорда в 6-й игре.
1 декабря 2022 года Хорфорд подписал с «Селтикс» соглашение о продлении контракта на два года и 20 миллионов долларов.
С приходом Кристапса Порзингиса в межсезонье 2023 года Хорфорд впервые в своей профессиональной карьере переместился со стартовой пятерки на скамейку запасных. Когда Порзингис получил травму в первом раунде плей-офф против «Майами Хит», Хорфорд вернулся в состав в качестве стартового центрового. 15 мая 2024 года в 5-й игре полуфинала Восточной конференции Хорфорд стал первым игроком в истории НБА, набравшим 10+ подборов, 5+ трехочковых, 5+ передач и 3+ блока, что он сделал в победе над «Кливленд Кавальерс» со счетом 113-98 в решающей игре в серии. В третьей игре финала Восточной конференции против «Индианы Пэйсерс» 25 мая Хорфорд набрал 23 очка, реализовав семь трехочковых, и помог одержать победу со счетом 114—111. «Селтикс» победили «Пэйсерс» в четырёх матчах и вышли в финал НБА 2024 года, где Хорфорд начинал в старте все пять игр. «Селтикс» победили «Даллас Маверикс», что принесло Хорфорду первый титул чемпиона НБА в его 186-й игре плей-офф в карьере. Хорфорд стал первым доминиканским игроком, выигравшим чемпионат.
27 апреля 2025 года в игре против «Орландо Мэджик» Хорфорд стал вторым игроком в истории НБА (после Карима Абдул-Джаббара) в возрасте 38 лет и старше, кому удалось сделать 5 блок-шотов в матче плей-офф. Игрок закончил матч с 6 очками, 6 подборами, 2 передачами и 5 блок-шотами.

## Выступления за сборную
Хорфорд был членом сборной Доминиканской Республики с 2008 по 2012 год. В 2011 году он завоевал бронзовую медаль на Чемпионате Америки ФИБА и получил звание лучшего игрока турнира.
Хорфорд был выбран в расширенный список из 30 человек перед Кубком мира по баскетболу ФИБА 2023 года.

## Личная жизнь
Отец Хорфорда, Тито Хорфорд, также играл в баскетбол. Тито, чей отец был иммигрантом с Багамских островов, был принят на работу в среднюю школу Marian Christian High School в Хьюстоне, учился в Луизиане и Майами, после чего был выбран во втором раунде драфта НБА 1988 года. Тито отыграл три года в НБА и еще несколько за границей. Дядя Эла, Келли Хорфорд, играл в Университете Флорида Атлантик в начале 1990-х годов, а его брат, Джон Хорфорд, играл в Мичигане и Флориде.
У Хорфорда также есть две сестры и три младших брата.
С 24 декабря 2011 года Эл женат на модели и Мисс Вселенная 2003 года Амелии Веге. Они оба родом из Доминиканской Республики, но познакомились в Бостоне, штат Массачусетс, на церемонии награждения Latin Pride Awards в 2007 году. Хорфорд и Вега поженились в канун Рождества 2011 года, сразу после локаута в НБА. Дэвид Ортис одолжил паре свой Rolls-Royce Phantom. У пары пятеро детей.
12 сентября 2024 года Хорфорд посетил Доминиканскую Республику с Трофеем Ларри О'Брайена, став первым из своих соотечественников, кто смог это сделать. За вклад в развитие доминиканского баскетбола, а также за значимость победы в чемпионате НБА Хорфорд впоследствии был награжден орденом «За заслуги Дуарте, Санчеса и Меллы», высшей гражданской и военной наградой Доминиканской Республики.
Хорфорд является членом Международной церкви Божьего служения Иисуса Христа.

## Статистика

### Статистика в НБА
| Сезон                                                                                    | Команда       | Регулярный сезон | Регулярный сезон | Регулярный сезон | Регулярный сезон | Регулярный сезон | Регулярный сезон | Регулярный сезон | Регулярный сезон | Регулярный сезон | Регулярный сезон | Регулярный сезон | Серия плей-офф | Серия плей-офф | Серия плей-офф | Серия плей-офф | Серия плей-офф | Серия плей-офф | Серия плей-офф | Серия плей-офф | Серия плей-офф | Серия плей-офф | Серия плей-офф |
| Сезон                                                                                    | Команда       | GP               | GS               | MPG              | FG%              | 3P%              | FT%              | RPG              | APG              | SPG              | BPG              | PPG              | GP             | GS             | MPG            | FG%            | 3P%            | FT%            | RPG            | APG            | SPG            | BPG            | PPG            |
| ---------------------------------------------------------------------------------------- | ------------- | ---------------- | ---------------- | ---------------- | ---------------- | ---------------- | ---------------- | ---------------- | ---------------- | ---------------- | ---------------- | ---------------- | -------------- | -------------- | -------------- | -------------- | -------------- | -------------- | -------------- | -------------- | -------------- | -------------- | -------------- |
| 2007/08                                                                                  | Атланта       | 81               | 77               | 31,4             | 49,9             | 0,0              | 73,1             | 9,7              | 1,5              | 0,7              | 0,9              | 10,1             | 7              | 7              | 39,6           | 47,2           | -              | 74,1           | 10,4           | 3,6            | 0,4            | 1,0            | 12,6           |
| 2008/09                                                                                  | Атланта       | 67               | 67               | 33,5             | 52,5             | 0,0              | 72,7             | 9,3              | 2,4              | 0,8              | 1,4              | 11,5             | 9              | 9              | 28,0           | 42,4           | 0,0            | 66,7           | 5,8            | 2,0            | 0,7            | 0,7            | 6,9            |
| 2009/10                                                                                  | Атланта       | 81               | 81               | 35,1             | 55,1             | 100,0            | 78,9             | 9,9              | 2,3              | 0,7              | 1,1              | 14,2             | 11             | 11             | 35,3           | 52,3           | 100,0          | 83,9           | 9,0            | 1,8            | 0,7            | 1,7            | 14,6           |
| 2010/11                                                                                  | Атланта       | 77               | 77               | 35,1             | 55,7             | 50,0             | 79,8             | 9,3              | 3,5              | 0,8              | 1,0              | 15,3             | 12             | 12             | 39,0           | 42,3           | 0,0            | 76,9           | 9,6            | 3,5            | 0,4            | 1,0            | 11,3           |
| 2011/12                                                                                  | Атланта       | 11               | 11               | 31,6             | 55,3             | 0,0              | 73,3             | 7,0              | 2,2              | 0,9              | 1,3              | 12,4             | 3              | 2              | 36,0           | 58,8           | -              | 75,0           | 8,3            | 2,7            | 1,3            | 1,3            | 15,3           |
| 2012/13                                                                                  | Атланта       | 74               | 74               | 37,2             | 54,3             | 50,0             | 64,4             | 10,2             | 3,2              | 1,1              | 1,1              | 17,4             | 6              | 6              | 36,3           | 49,4           | -              | 66,7           | 8,8            | 3,0            | 1,0            | 0,8            | 16,7           |
| 2013/14                                                                                  | Атланта       | 29               | 29               | 33,0             | 56,7             | 36,4             | 68,2             | 8,4              | 2,6              | 0,9              | 1,5              | 18,6             | Не участвовал  | Не участвовал  | Не участвовал  | Не участвовал  | Не участвовал  | Не участвовал  | Не участвовал  | Не участвовал  | Не участвовал  | Не участвовал  | Не участвовал  |
| 2014/15                                                                                  | Атланта       | 76               | 76               | 30,5             | 53,8             | 30,6             | 75,9             | 7,2              | 3,2              | 0,9              | 1,3              | 15,2             | 16             | 16             | 32,6           | 50,7           | 22,2           | 75,0           | 8,6            | 3,7            | 0,8            | 1,4            | 14,4           |
| 2015/16                                                                                  | Атланта       | 82               | 82               | 32,1             | 50,5             | 34,4             | 79,8             | 7,3              | 3,2              | 0,8              | 1,5              | 15,2             | 10             | 10             | 32,7           | 46,6           | 39,3           | 93,8           | 6,5            | 3,0            | 1,2            | 2,4            | 13,4           |
| 2016/17                                                                                  | Бостон        | 68               | 68               | 32,3             | 47,3             | 35,5             | 80,0             | 6,8              | 5,0              | 0,8              | 1,3              | 14,0             | 18             | 18             | 33,9           | 58,4           | 51,9           | 75,9           | 6,6            | 5,4            | 0,8            | 0,8            | 15,1           |
| 2017/18                                                                                  | Бостон        | 72               | 72               | 31,6             | 48,9             | 42,9             | 78,3             | 7,4              | 4,7              | 0,6              | 1,1              | 12,9             | 19             | 19             | 35,7           | 54,4           | 34,9           | 82,7           | 8,3            | 3,3            | 1,0            | 1,2            | 15,7           |
| 2018/19                                                                                  | Бостон        | 68               | 68               | 29,0             | 53,5             | 36,0             | 82,1             | 6,7              | 4,2              | 0,9              | 1,3              | 13,6             | 9              | 9              | 34,4           | 41,8           | 40,9           | 83,3           | 9,0            | 4,4            | 0,4            | 0,8            | 13,9           |
| 2019/20                                                                                  | Филадельфия   | 67               | 61               | 30,2             | 45,0             | 35,0             | 76,3             | 6,8              | 4,0              | 0,8              | 0,9              | 11,9             | 4              | 3              | 32,3           | 48,0           | 0,0            | 57,1           | 7,3            | 2,3            | 0,3            | 1,3            | 7,0            |
| 2020/21                                                                                  | Оклахома-Сити | 28               | 28               | 27,9             | 45,0             | 36,8             | 81,8             | 6,7              | 3,4              | 0,9              | 0,9              | 14,2             | Не участвовал  | Не участвовал  | Не участвовал  | Не участвовал  | Не участвовал  | Не участвовал  | Не участвовал  | Не участвовал  | Не участвовал  | Не участвовал  | Не участвовал  |
| 2021/22                                                                                  | Бостон        | 69               | 69               | 29,1             | 46,7             | 33,6             | 84,2             | 7,7              | 3,4              | 0,7              | 1,3              | 10,2             | 23             | 23             | 35,4           | 52,3           | 48,0           | 77,8           | 9,3            | 3,3            | 0,8            | 1,3            | 12,0           |
| 2022/23                                                                                  | Бостон        | 63               | 63               | 30,5             | 47,6             | 44,6             | 71,4             | 6,2              | 3,0              | 0,5              | 1,0              | 9,8              | 20             | 20             | 30,9           | 38,6           | 29,8           | 75,0           | 7,2            | 3,0            | 1,1            | 1,7            | 6,7            |
| 2023/24                                                                                  | Бостон        | 65               | 33               | 26,8             | 51,1             | 41,9             | 86,7             | 6,4              | 2,6              | 0,6              | 1,0              | 8,6              | 19             | 15             | 30,3           | 47,8           | 36,8           | 63,6           | 7,0            | 2,1            | 0,8            | 0,8            | 9,2            |
| 2024/25                                                                                  | Бостон        | 60               | 42               | 27,7             | 42,3             | 36,3             | 89,5             | 6,2              | 2,1              | 0,6              | 0,9              | 9,0              | 11             | 9              | 31,6           | 47,2           | 40,0           | 85,7           | 6,0            | 1,8            | 0,6            | 1,3            | 8,0            |
|                                                                                          | Всего         | 1138             | 1078             | 31,6             | 50,9             | 37,7             | 76,3             | 7,9              | 3,2              | 0,8              | 1,1              | 12,9             | 197            | 189            | 33,7           | 49,3           | 39,1           | 77,5           | 7,9            | 3,2            | 0,8            | 1,2            | 11,9           |
| Наведите курсор мыши на аббревиатуры в заголовке таблицы, чтобы прочесть их расшифровку. |               |                  |                  |                  |                  |                  |                  |                  |                  |                  |                  |                  |                |                |                |                |                |                |                |                |                |                |                |

### Статистика в NCAA
| Сезон | Команда | Conf  | Class | GP  | GS | MPG  | FG%  | 3P% | FT%  | RPG | APG | SPG | BPG | PPG  |
| --- | ------- | ----- | ----- | --- | -- | ---- | ---- | --- | ---- | --- | --- | --- | --- | ---- |
| 2004/05 | Флорида | SEC   | FR    | 32  | 23 | 22,8 | 48,0 | -   | 58,2 | 6,5 | 0,9 | 0,8 | 1,6 | 5,6  |
| 2005/06 | Флорида | SEC   | SO    | 39  | 39 | 25,9 | 60,8 | 0,0 | 61,1 | 7,6 | 2,0 | 1,0 | 1,7 | 11,3 |
| 2006/07 | Флорида | SEC   | JR    | 38  | 36 | 27,8 | 60,8 | 0,0 | 64,4 | 9,5 | 2,2 | 0,7 | 1,8 | 13,2 |
| Всего | Всего   | Всего | Всего | 109 | 98 | 25,7 | 58,6 | 0,0 | 61,9 | 7,9 | 1,7 | 0,9 | 1,7 | 10,3 |
| Наведите курсор мыши на аббревиатуры в заголовке таблицы, чтобы прочесть их расшифровку Статистика приведена с сайта sports-reference.com |         |       |       |     |    |      |      |     |      |     |     |     |     |      |